# هتل (فیلم ۲۰۱۳)
هتل (انگلیسی: Hotell) یک فیلم درام به کارگردانی لیسا لانگست محصول سال ۲۰۱۳ است.

## داستان
اریکا همه چیز دارد، یک شغل خوب، دوستان بسیار و یک رابطه مستحکم. اما به یکباره زندگی بی نقص او از بین رفته و احساس درماندگی به سراغش می‌آید. او به جلسات گروهی رفته و با دیگر افرادی که با مشکل او روبرو هستند آشنا می‌شود و…

## بازیگران
- آلیسیا ویکاندر
- دیوید دنسیک